# گوستاو الفوینگ
گوستاو الفوینگ (انگلیسی: Gustav Elfving؛ ۲۵ ژوئن ۱۹۰۸ – ۲۵ مارس ۱۹۸۴) یک ریاضی‌دان و نظریه‌پرداز اهل فنلاند در زمینه نظریه احتمالات بود.